# Asura fusca
Asura fusca là một loài bướm đêm thuộc phân họ Arctiinae, họ Erebidae.